# Oscar von Dumreicher
Oscar Freiherr von Dumreicher (* 6. Januar 1857 in Wien; † 10. Februar 1897 auf Schloss Januševec im Dorf Brdovec bei Zagreb) war ein österreichischer Chemiker.
Nachdem er 1876 das Schottengymnasium absolviert hatte, studierte er Chemie in Wien und Graz.

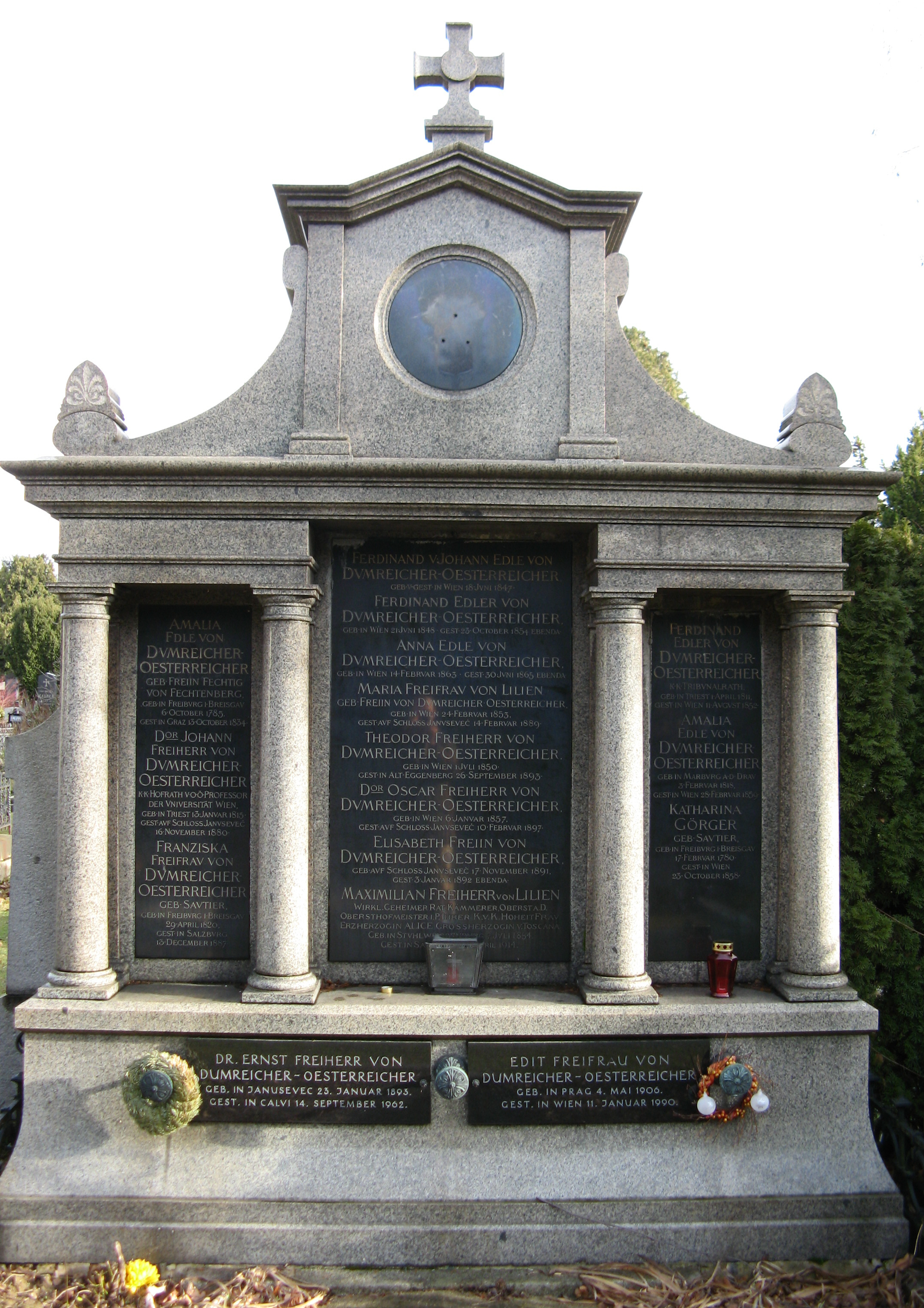
Grabstätte der Familie Dumreicher am Hetzendorfer Friedhof

1880 arbeitete er am chemisch-pathologischen Laboratorium des k.k. Allgemeinen Krankenhauses in Wien bei Ernst Ludwig. Nachdem er 1881 in Graz zum Dr. phil. promoviert wurde, arbeitete er im folgenden Jahr im Laboratorium von Victor Meyer in Zürich. 1884 habilitierte er sich als Privatdozent für anorganische Chemie an der Technischen Hochschule in Wien, gab aber 1896 seine Lehrberechtigung auf, da er seinen Wohnsitz nach Kroatien verlegt hatte.
Für eine Bestimmung des aus Salpetriger Säure nach der Einwirkung von Hydroxylamin entstehenden Lachgases verwendete er Bunsens Thermostaten. Er befasste sich auch mit der Einwirkung von Aluminiumchlorid auf Benzol.

## Veröffentlichungen
Untersuchungen über die Einwirkung von Zinnchlorür auf die Stickstoffsauerstoffverbindungen; 1880 doi:10.1007/BF01517102
| Personendaten    | Personendaten                                       |
| ---------------- | --------------------------------------------------- |
| NAME             | Dumreicher, Oscar von                               |
| ALTERNATIVNAMEN  | Dumreicher, Oscar Freiherr von (vollständiger Name) |
| KURZBESCHREIBUNG | österreichischer Chemiker                           |
| GEBURTSDATUM     | 6. Januar 1857                                      |
| GEBURTSORT       | Wien                                                |
| STERBEDATUM      | 10. Februar 1897                                    |
| STERBEORT        | Dorf Brdovec bei Zagreb                             |